# 山西晚报
山西晚报，为山西日报报业集团下属的一个报纸，创刊于1999年12月1日。内容包括经济新闻、社会新闻、体育娱乐新闻等。
《山西晚报》在山西省有100余个发行网点，日发行量达27万余份。它在山西报业市场占有率为62.75%。
《山西晚报》曾短暂地与《三晋都市报》合并。2002年9月，山西日报报业集团将《山西晚报》与《三晋都市报》合并。两个月后，集团又决定让《三晋都市报》复刊。